# Commune fusionnée de Speicher
La commune fusionnée de Speicher est une municipalité allemande située dans le land de Rhénanie-Palatinat et l'arrondissement d'Eifel-Bitburg-Prüm.

Localisation de la Verbandsgemeinde de Speicher dans l'arrondissement d'Eifel-Bitburg-Prüm